# Velîki Zozulînți, Krasîliv
Velîki Zozulînți (în ucraineană Великі Зозулинці) este localitatea de reședință a comunei Velîki Zozulînți din raionul Krasîliv, regiunea Hmelnîțkîi, Ucraina.

## Demografie
Componența lingvistică a localității Velîki Zozulînți
     Ucraineană (98,94%)
     Alte limbi (1,06%)
Conform recensământului din 2001, majoritatea populației localității Velîki Zozulînți era vorbitoare de ucraineană (98,94%), existând în minoritate și vorbitori de alte limbi.